# تگد
تگد (انگلیسی: Tagged) شرکت نرم‌افزار آمریکایی است، که در سال ۲۰۰۴ تأسیس شد.